# Ustaoset Station
Ustaoset Station (Ustaoset stasjon) er en jernbanestation på Bergensbanen, der ligger i området Ustaoset i Hol kommune i Norge. Stationen består af nogle få spor, en perron og en stationsbygning i rødmalet træ.
Stationen blev oprettet som trinbræt 15. juni 1909 og opgraderet til station 1. maj 1913. Den blev fjernstyret 29. juli 1983 og gjort ubemandet 4. januar 1997. Til at begynde med var der ikke nogen stationsbygning men en barak, der blev flyttet fra venstre til højre side af sporet i 1923. Den nuværende stationsbygning blev opført efter tegninger af NSB Arkitektkontor i 1926.
Stationen blev oprettet, fordi der var opstået en hytteby i området. I dag er der ca. 900 hytter, hotel og fjellstuer. Desuden har skiløbet Skarverennet mål her.